# ノートル＝ダム＝デ＝ランド
ノートル＝ダム＝デ＝ランド （Notre-Dame-des-Landes）は、フランス、ペイ・ド・ラ・ロワール地域圏、ロワール＝アトランティック県のコミューン。
コミューンは歴史的にブルターニュに属し、伝統的な地方区分としてはペイ・ナンテに属する。19世紀半ばにコミューンとして成立以来、農業と牧畜が支配的な経済と農村の特徴を維持してきた。
1970年代初頭には、コミューンの土地で空港事業の設計が始まり、激動する可能性を示唆していたが、むしろ耕地整理およびボカージュ（低木の茂みで区切られた農地）保全につながった。
2000年代初頭、グラン・ウェスト空港事業が復活し、連動して競争が増幅した。2018年1月17日、新空港建設事業は断念された。

## 地理
コミューンはロワール川河口の北側にあり、ナントの北西25kmのところにある。ナントとレンヌを結ぶ国道137号線に近接する。
コミューンはアルモリカ山塊の中にある。シロン・ド・ブルターニュ（ヘルシニア造山運動で生じた丘陵）の北東側にあたる。コミューンの地形は非常に緩やかな丘陵で占められ、南東方向に向けて標高が高くなる。
南西から北東へ向けて流れるプロンジョン川が、コミューン北西部の境界となっている。

## 区画整理

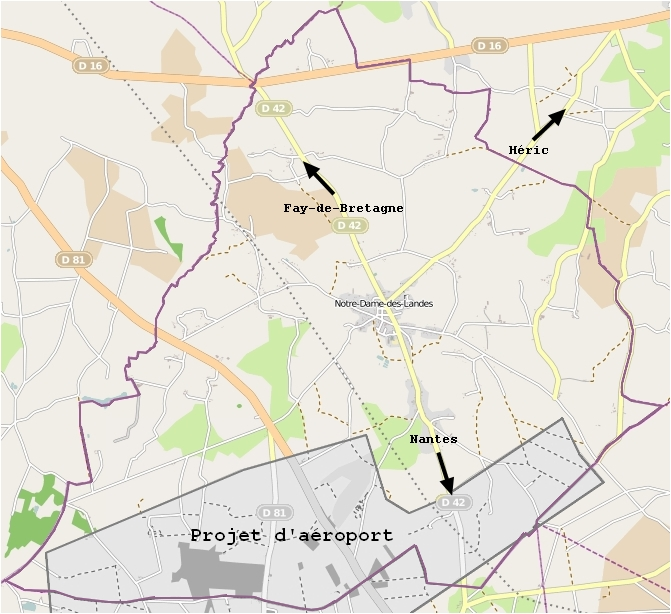
新空港建設計画の図案

ノートル＝ダム＝デ＝ランド市街の南にグラン・ウエスト空港を建設する計画は、1960年代半ばから想定されてきた。1970年代のオイル・ショックは計画を停滞させたが、2000年にリオネル・ジョスパン内閣のもとで再開された。2003年10月15日、政府は公益宣言（fr）のため調査を開始することに同意した。2007年終わりには、グルネル環境法（fr）が新空港の構造の凍結を発表したにもかかわらず、計画が確認された。フランス国務院デクレが2008年2月10日のフランス共和国官報に掲載された。
フランス社会党やUMPのような一部の政治家たちや影響力のある政党、そして経済的利益団体によって、新空港建設計画は支持されており、彼らは計画が地域圏経済発展のための原動力になるとみていた。しかしながら、大勢の市民、地元の地方議会議員、農民組合、環境保護団体、政党（緑の党、民主運動、アルテルナティフ、左翼党）は、現在のナント・アトランティック空港で十分需要が満たされており、この新空港は公的資金だけでなく農地の面でも混乱することになるだろうと、議論の対象となっていた。
2018年1月17日、新空港建設計画の放棄が確定した。

## 由来
ノートル＝ダム＝デ＝ランドは集落が集まってできたコミューンである。プリモディエールの荒地の真ん中に建てられた教区教会、その周りにできた町であると見られる。この教区教会は、フェイ＝ド＝ブルターニュとエリクのコミューンの一部に、ビデ修道院長の決定で建てられている。最初の石は1846年10月8日に置かれ、教区が町になったのは1871年9月16日である。ノートル＝ダム＝デ＝ランドは歴史の浅いコミューンであり、教区が創設された1847年からの地名である。
ノートル＝ダム＝デ＝ランドはかつては広大な荒地の中にあり、町の中心部のあるところは、プリモディエール集落の農場しか見られなかった。
ノートル＝ダム＝デ＝ランドは、ガロ語ではNot·rdinm dé. Launddである。ブルトン語ではKernitron-al-Lannであるとブルトン語言語事務所が定めているが、歴史的に価値のない名前である。

## 歴史

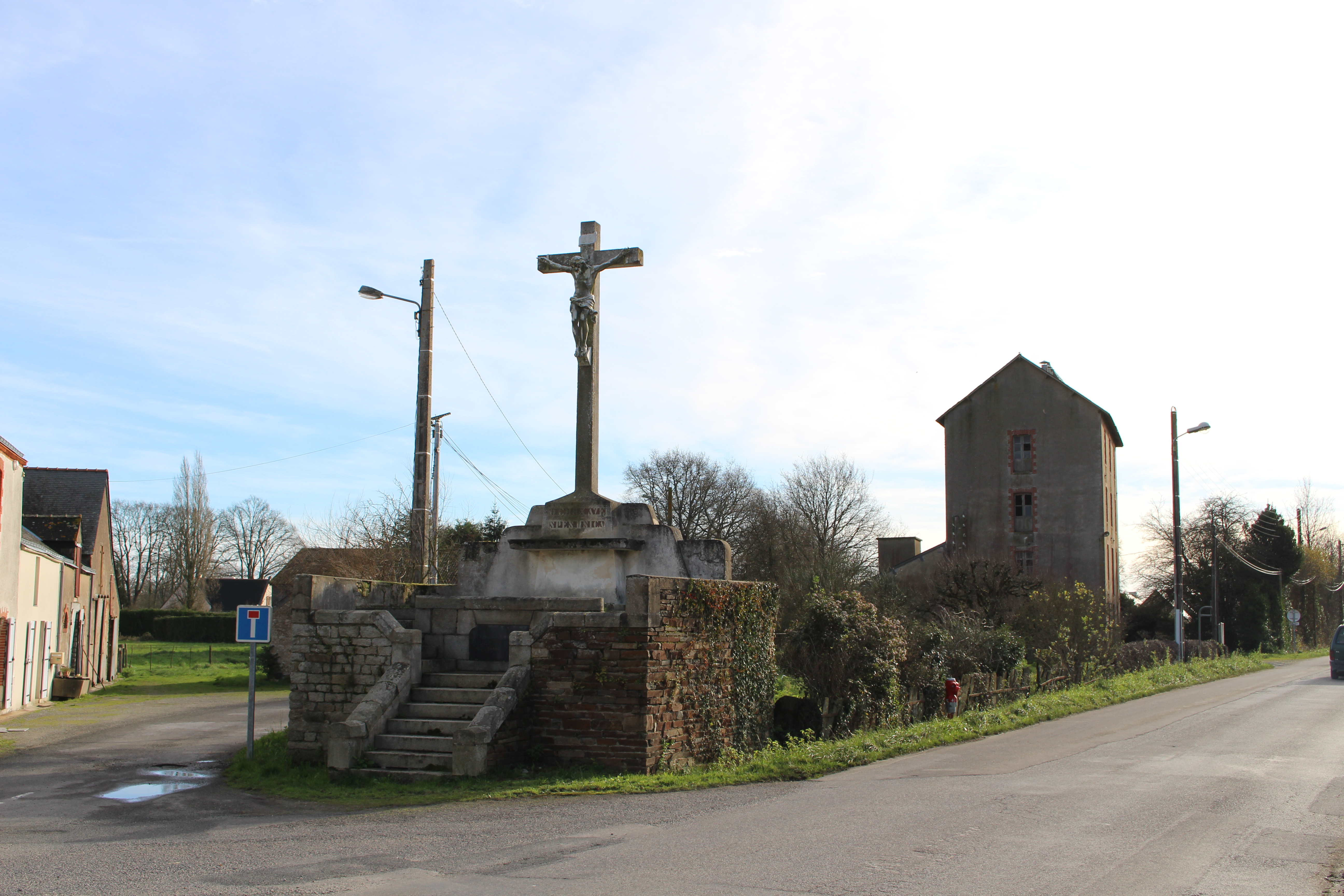
ペロシュの十字架

現在のコミューンの土地は、9世紀には王国（のちにブルターニュ公国）に含まれていた。ブルターニュ全土と同様に、1532年の連合法によってブルターニュはフランス王国の一部となった。
17世紀、フェイはブラン侯爵領の主であるロアン家に従属していた。しかし、のちにノートル＝ダム＝デ＝ランドのコミューンとなる土地の大部分は、ガヴルの城代、その後は王室領に属していた。
この地方にはまばらに人口が分布し、土地はヒースで、村に代わって単一の農場しかなかった。
フランス革命の間、地元住民のかなりの人数が革命権力に反対する反対勢力に加わった。
1847年、カトリックの教区がこの地に設置された。教会が1846年から1854年の間に建設された。コミューンとなったのは1871年で、その面積の2/3はフェイ＝ド＝ブルターニュから、1/3はエリクから割譲された。1901年、ベレ-ブラン間鉄道がコミューンを横断することになり、1930年からはナント間の一日3本の路線の恩恵を受けるようになった。しかしながら、ノートル＝ダム＝デ＝ランドは21世紀まで農村のままだった。
第二次世界大戦の間、アメリカ軍はロアンヌの森に小さな飛行場を設置し、サン・ナゼ―ル・ポケット監視のため小型軽量観測機が離着陸していた。
ナント都市部の拡大は、特に1972年に誕生した新空港事業に関する土地確保においても、コミューンの構造を変えることはなかった。

## 経済
INSEEによると、2008年12月31日現在で、ノートル＝ダム＝デ＝ランドには118の事業所があった。農業分野40、産業分野3、建設業16、商業50、輸送サービス9、行政9となっている。これらの事業所は小規模で2010年においては82人に給与支払いを行っていた。行政職だけが9人以上の従業員を雇用しており、他の事業所のほとんどは雇用が少ない。
農業分野は1988年から2000年にかけ、農地として利用される地域が一定である。家禽や牛の養殖場は半減したが、家畜数は増加した。

## 人口統計
| 1962年 | 1968年 | 1975年 | 1982年 | 1990年 | 1999年 | 2006年 | 2015年 |
| ------ | ------ | ------ | ------ | ------ | ------ | ------ | ------ |
| 1187   | 1127   | 1112   | 1274   | 1527   | 1650   | 1839   | 2098   |

参照元:1962年から1999年までは複数コミューンに住所登録をする者の重複分を除いたもの。それ以降は当該コミューンの人口統計によるもの。1999年までEHESS/Cassini、2006年以降INSEE

## 参照
1. ↑  Carte IGN de Notre-Dame-des-Landes sur Géoportail.
2. ↑  Historique sur www.aeroport-grandouest.fr, consulté le 10 novembre 2012P.
3. ↑  {{{1}}} (PDF) Décret d'utilité publique relatif à la réalisation du projet d'aéroport du Grand Ouest à Notre-Dame-des-Landes.
4. 1 2 3  Onze organisations interpellent Ayrault contre l'aéroport de Notre-Dame-des-Landes, Article du monde.fr consulté le 10 novembre 2012P.
5. ↑  Medef : l'aéroport est « un investissement majeur », article de ouestfrance.fr consulté le 10 novembre 2012P.
6. ↑  http://www.terre-net.fr/actualite-agricole/politique-syndicalisme/article/en-2012-notre-dame-des-landes-n-est-plus-qu-une-question-de-partage-du-foncier-205-84794.html
7. ↑  Parmi ceux-ci, on peut citer : fr:Greenpeace France, fr:Attac France, fr:Agir pour l'environnement, fr:Réseau Action Climat France, fr:Les Amis de la Terre, fr:Générations futures, fr:Solidaires, fr:Paysages de France, fr:Droit au Logement, fr:Fédération nationale des associations d'usagers des transports
8. ↑  Non à l’Aéroport à Notre-Dame des Landes (44), consulté le 2 mars 2009P.
9. ↑  Notre-Dame-des-Landes : l'exécutif enterre l'aéroport  sur www.liberation.fr, consulté le 4 mai 2018P
10. 1 2  infobretagne.com. "Étymologie et Histoire de Notre-Dame-des-Landes". {{cite web}}: Cite webテンプレートでは|access-date=引数が必須です。 (説明)
11. ↑  Office Public de la Langue Bretonne. "Kerofis". {{cite web}}: Cite webテンプレートでは|access-date=引数が必須です。 (説明)
12. 1 2  
"Historique". notredamedeslandes.fr. Mairie de Notre-Dame-des-Landes. 2012年11月9日閲覧。.
13. ↑  
"La paroisse". notredamedeslandes.fr. Mairie de Notre-Dame-des-Landes. 2012年11月9日閲覧。.
14. ↑  Dossal, Philippe (14 March 2013). "Saint-Nazaire : le dernier carré allemand". Le Point (フランス語). 2016年6月19日閲覧。
15. ↑  (Flohic 1999, p. 157).
16. 1 2  
"Chiffres clé" (PDF). statistiques-locales.insee.fr. Insee. 2012年11月9日閲覧。.
17. ↑  http://cassini.ehess.fr/cassini/fr/html/fiche.php?select_resultat=25234
18. ↑  https://www.insee.fr/fr/statistiques/3293086?geo=COM-44111
19. ↑  http://www.insee.fr